# Palazzo dell'Anagrafe
Il palazzo dell'Anagrafe, noto in passato come palazzo del Governatorato, è un palazzo di Roma sito nel rione Ripa, sede del Municipio Roma I.

## Storia

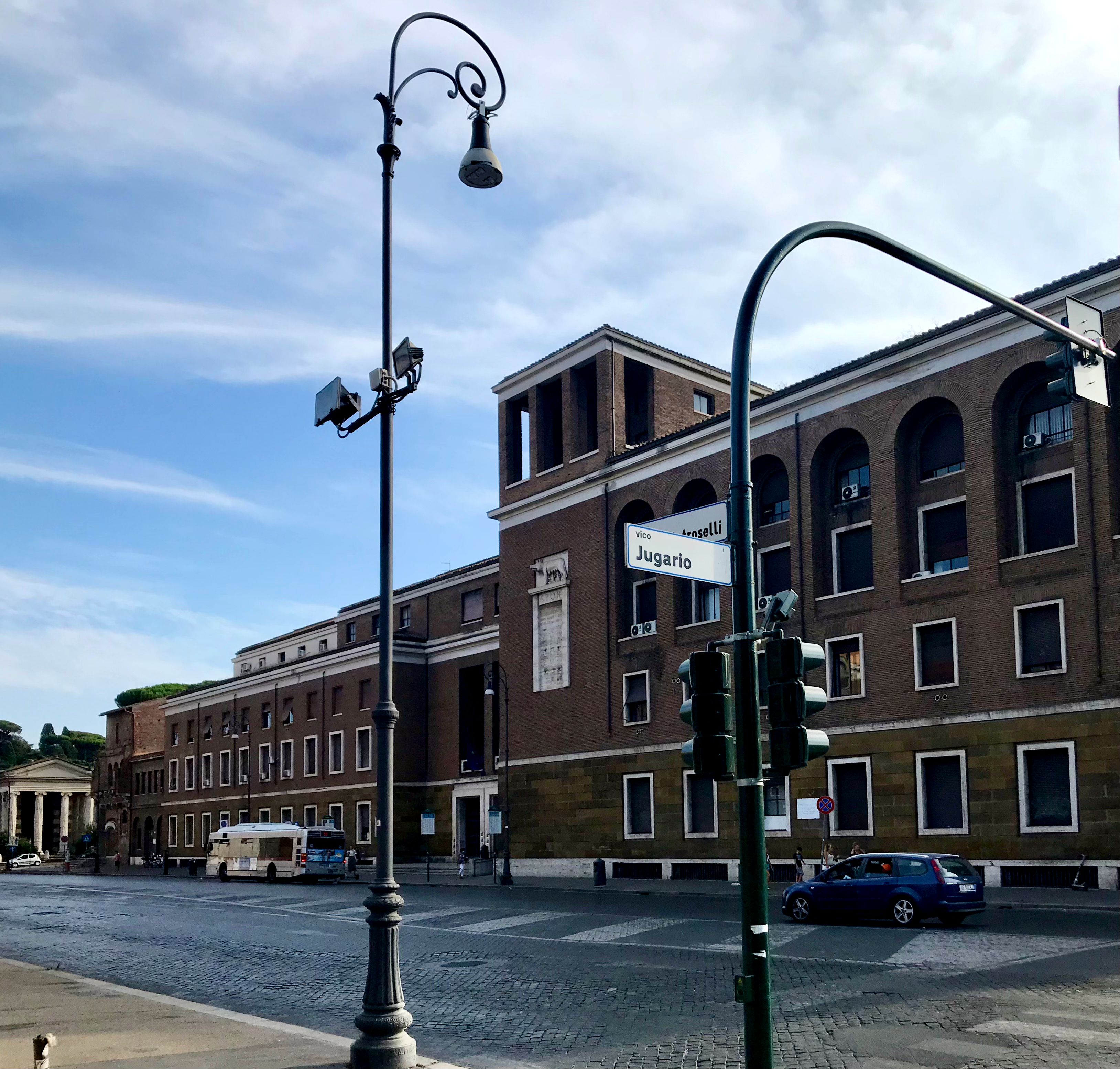
L'edificio visto dall'incrocio tra via L. Petroselli e il vico Jugario

L'edificio fu progettato dagli architetti Ignazio Guidi, Cesare Valle e Vincenzo Fasolo (che lavorò sui progetti di Valle) su un'area occupata precedentemente dall'ospizio di Santa Galla e dall'omonima chiesa adiacente alla casa dei Crescenzi, su commissione del governatorato di Roma, da cui prese inizialmente il nome. La zona del Foro Boario infatti era già stata al centro di importanti opere di demolizione nel corso degli anni '30 per rimuovere l'intero quartiere di origine medievale e sostituirlo con diversi edifici della pubblica amministrazione. La prima pietra fu posata il 21 aprile 1936 alla presenza di Benito Mussolini. Durante i lavori di costruzione, che si protrassero fino al 1939, furono scoperti numerosi horrea del porto fluviale.
Al suo interno è conservato l'affresco Carnevale Romano di Orfeo Tamburi. All’interno si trova anche la decorazione parietale Forma Urbis (Pianta di Roma), in marmo giallo venato e mosaico, disegnata dall'artista romano Duilio Cambellotti (1876-1960) nel 1938; le dimensioni sono 440 cm di altezza e 330 cm di larghezza.

## Descrizione
L'edificio è a pianta rettangolare e si sviluppa lungo via Luigi Petroselli, tra via di Ponte Rotto e via del Foro Olitorio, ed ha due ingressi: quello principale su via Petroselli e quello riservato ai dipendenti su lungotevere dei Pierleoni. Sulla facciata principale è infissa una targa in marmo recante un bassorilievo raffigurante la lupa capitolina e un'iscrizione che commemora l'inaugurazione del palazzo nel 1939.